# هلموت فون در چوالیر
هلموت فون در چوالیر (انگلیسی: Hellmut von der Chevallerie؛ ۹ نوامبر ۱۸۹۶ – ۱ ژوئن ۱۹۶۵) فرد نظامی اهل آلمان بود. وی همچنین برندهٔ جوایزی همچون صلیب شوالیه آهنین شده‌است.